# Gál Zoltán (geográfus)
Gál Zoltán (Eger, 1967. december 21. –) magyar geográfus, történész. A földrajztudományok kandidátusa (1998).

## Életpályája
1987–1993 között a Kossuth Lajos Tudományegyetem Bölcsészettudományi Kar történelem-földrajz szakán tanult. 1991–1992 között a belfasti Queens Egyetem ösztöndíjas volt. 1993-ban Belfastban és a Leideni Egyetemen tanulmányúton volt. 1993–1994 között a Közép-európai Egyetem hallgatója volt. 1993–1996 között a Magyar Tudományos Akadémia Regionális Kutatóközpontjában (MTA RKK) tudományos továbbképzési ösztöndíjas volt. 1994–1996 között a Miskolci Egyetem Bölcsészettudományi Kar egyetemes történelem tanszékén tanársegédként dolgozott. 1996-ban a poznańi Adam Miczkiewicz Egyetemen tanulmányutat tett. 1996–1997 között a Pécsi Református Gimnáziumban oktatott.
1996–1998 között a Janus Pannonius Tudományegyetem modernkori történelem tanszékén óraadóként tevékenykedett. 1997-ben a Leedsi Egyetemen volt tanulmányúton. 1997–2000 között a Magyar Tudományos Akadémia Regionális Kutatások Központja (MTA RKK) Dunántúli Tudományos Intézetének tudományos munkatársa volt, 2000-tól tudományos főmunkatársa. 1998-ban Cambridge-ban, Leeds-ben, Edinburgh-ban tartózkodott tanulmányúton. 1999-ben Varsóban és Washingtonban tett tanulmányutat. 2001-ben Sheffieldben volt tanulmányúton. 2001 óta a Pécsi Tudományegyetem Közgazdaságtudományi Kar Regionális Politika és Gazdaságtan Doktoriskola témavezetője. 2001–2003 között a Kaposvári Egyetem Gazdaságtudományi Kar tanszéki főmunkatársa, 2004–2011 között egyetemi docense volt. 2009-ben habilitált a Pécsi Tudományegyetem Közgazdaságtudományi Karán. 2010–2013 között a Kaposvári Egyetemen a Nemzetközi Titkárság vezetője volt. 2011–2015 között a Kaposvári Egyetem Gazdaságtudományi Kar Regionális Gazdasági és Statisztika Tanszék habilitált egyetemi docense és megbízott tanszékvezetője, 2015–2016 között tanszékvezető, 2016–2019 között tanszékvezető egyetemi tanára volt. 
2012-től a Magyar Tudományos Akadémia Közgazdaság- és Regionális Tudományi Kutatóközpont Regionális Kutatások Intézetének Dunántúli Tudományos Osztályán tudományos főmunkatárs. 2019-től a Pécsi Tudományegyetem Közgazdaságtudományi Kar egyetemi tanára.
Kutatási területe a pénzügyi szolgáltatások és a regionális innovációkultúra földrajza, a XIX.-XX. századi várostörténet, regionális pénzügyek.

## Családja
Szülei: Gál József és Kósik Rózsa voltak. 1994-ben házasságot kötött Schmidt Andreával. Két gyermekük született: Tamás (1997) és Eszter (2000).

## Művei
- Budapest pénzintézeti szolgáltató szektora (1998)
- Bankföldrajz (2003)

## Díjai
- Köztársasági ösztöndíj (1989-1993)
- Universitas ösztöndíj (1991-1993)
- Európai Magyarországért és a Politikai Tudományok Intézete Alapítvány tudományos díja (1991)
- Soros Alapítvány doktori ösztöndíjas (1998)
- Magyar Tudományos Akadémia Nemzeti Stratégiai Programok Díja (1998)
- Akadémiai Ifjúsági Díj (1999)
- OTKA poszt-doktori ösztöndíjas (1999-2002)
- Bolyai János kutatási ösztöndíj (2001)
- Pécsi Akadémiai Bizottság Tudományos Díja (2007)
- A Magyar Érdemrend lovagkeresztje (2023)[2]